# W sprawie Chersonezu
W sprawie Chersonezu stgr. περὶ τῶν ἐν Χερρονήσῳ – mowa polityczna napisana i wygłoszona przez Demostenesa w 341 roku p.n.e., w obronie działań podejmowanych przez Diopeitesa w Chersonezie Trackim.

## Tło
Po wojnie świętej Ateńczycy uzyskali za sprawą Charesa kontrolę nad Chersonezem Trackim. W 343 roku p.n.e. Ateny wysłały do regionu osadników w celu założenia kleruchii. Podburzeni przez Filipa II mieszkańcy Kardii odmówili przybyłym przekazania terenów pod osiedlenie. Grupa dowodzona przez Diopeitesa zaatakowała miasto, któremu z odsieczą przybył król macedoński. W ramach retorsji Diopeites zajął kilka mniejszych miast podległych Macedonii, zaś ich mieszkańców sprzedał w niewolę.
Filip II wystosował protest do Ateńczyków przeciwko działaniom Diopeitesa. Sprawa była omawiana w Atenach wiosną 341 roku p.n.e. Za odwołaniem stratega opowiadali się politycy promacedońscy oraz zwolennicy pokoju. W mowie W sprawie Chersonezu Demostenes bronił poczynań Diopeitesa i postulował pozostawienie go na czele armii.
Ateńczycy przystali na wniosek Demostenesa. Wkrótce później strateg przekazał prośbę o wysłanie posiłków, na korzyść której Demostenes wygłosił Trzecią mowę przeciw Filipowi.

## Treść
Demostenes na początku stanowczo potępia tych mówców, którzy, zamiast zajmować się najważniejszymi sprawami polis, przenieśli cały przedmiot obrady na pole personalne, obwiniają Diopeitesa, a milczeniem pomijają nieprzyjacielskie kroki Filipa. Stara się skierować obrady na właściwy przedmiot, to jest na niebezpieczeństwo, jakie grozi Ateńczykom nad Hellespontem (rozdziały 1—2). Założeniem mowy jest teza, że ateńska polis powinna mieć w Tracji siłę zbrojną w celu obrony swoich posiadłości w Chersonezie i nie powinna pozwalać na rozpuszczenie wojska Diopeitesa. Zwraca się najpierw przeciwko tym, którzy twierdzą, że każdy mówca występujący na zgromadzeniu krótko i stanowczo powinien zdeklarować się za pokojem lub wojną. Przyznaje, że nie pojmuje tego podziału, albowiem Ateńczycy nie mają wyboru między pokojem i wojną, lecz muszą się bronić przeciw temu, który ich sam wcześniej zaatakował (4—7). Z postępowania Filipa i usposobienia Ateńczyków wnioskuje, że jeśli Ateńczycy jeszcze dotychczas Filipa za agresora nie uznają, będą prawdopodobnie czekać, aż uderzy na same Ateny i na Pireus (8). Porównuje Diopeitesa z Filipem i pokazuje, że jeśli wolno Filipowi napadać na posiadłości ateńskie, to i Diopeitesowi powinno być wolno nieść pomoc uciśnionym (9). Przystaje na rozpuszczenie wojska Diopeitesa, ale pod warunkiem, że Filip także rozpuści swe tamtejsze wojska. Wylicza szkody jakie wniknęłyby, gdyby wojska Filipa zostały w Tracji, a Ateny nie miały tam sił zbrojnych. Filip wyprzedziłby ich w swych zaborach, poszerzając swe panowanie w takiej porze roku, w której Ateńczycy z powodu przeciwnych wiatrów nie zdołaliby wysłać swego wojska (10—18). W obecnych okolicznościach nie tylko nie powinno się rozpuszczać wojska Diopeitesa, ale należy je powiększyć, jeżeli Ateńczycy nie chcą właśnie tak działać, jak życzy sobie tego Filip (19—20). Mówca gani Ateńczyków, że nic nie chcą czynić dla polis (21—23), w szczególności zaś tych, którzy wnoszą skargi na Diopeitesa. Albowiem Ateńczycy, którzy mu nie dostarczają środków na utrzymanie, zmuszają go, by się utrzymywał z kontrybucji nałożonych na miasta nadbrzeżne (24—27). Jeżeliby nawet Diopeites byłby istotnie winny, można go wezwać przed sąd i ukarać, nie rozpuszczając jego wojska (28—29). Demostenes szydzi z Ateńczyków, którzy surowo postępują z własnymi obywatelami, jeśli ktoś obwini któregoś jako sprawcę obecnego nieszczęścia; lecz gdy pokazuje się, że to Filip jest właściwym sprawcą, przeciw któremu należałoby wystąpić, niknie już ta surowość, a gniew obraca się przeciw mówcy (30—34).
Przedstawia wyrzuty innych Hellenów, którzy ganią Ateńczyków za ich opieszałość, tym godniejszą potępienia, że chociaż innych Greków wzywają do współpracy, sami nie biorą się do działania (35—37). Pyta się, co należy czynić, skoro Filip naruszył pokój i grozi zniszczeniem Aten. Według mówcy należy uzbroić wojska i mieć na pogotowiu siłę, która stawiłaby mu opór (38—52). Przystępuje do zbijania zarzutu tych, którzy wysławiają wygodne i swobodne życie, podnoszą trudy i niebezpieczeństwa wojny i kładą nacisk na to, że w razie wojny Ateńczycy będą musieli wyrzec się darowizny pobieranej ze skarbu państwa. Wyprowadza z tych twierdzeń wniosek, że obecnie nie ma już innej rady, jak wyrzec się dotychczasowego stanowiska i oddać się Filipowi w niewolę (53—60). Opisuje dumę Filipa i jego chęć upokorzenia Ateńczyków. Inne polis starał się pozyskać dobrodziejstwami, Ateńczykom zaś grozi. Tłumaczy to tym, że w Atenach wolno bezkarnie bronić sprawy Filipa. Ci, którzy podjęli się tego ohydnego zadania nagromadzili sobie majątków, a polis zeszła do ostatniego rzędu (61—57). Demostenes wyjaśnia Ateńczykom, na czym polega różnica między nim a innymi mówcami (68—72). W końcu zbija zarzut, który mu czyniono, że wnioski jego są tylko czczymi słowami, podczas gdy potrzebne są czyny. Czyny, według Demostenesa, należą do obywateli, a zadaniem mówcy jest dostarczenie stosownej rady. Kończy wyliczeniem tego, co powinni czynić Ateńczycy, aby się zabezpieczyć przeciw zewnętrznym i wewnętrznym nieprzyjacielem.